# Прокопьева, София Вячеславовна
София Вячеславовна Прокопьева (род. 9 июля 2000) — российская футболистка, вратарь клуба «Крылья Советов».

## Карьера
С 5 до 12 лет занималась теннисом, позднее перешла в футбол, где тренировалась под руководством Натальи Мальчиковой. Затем перешла в группу, где тренировалась под руководством Галины Васильевны Комаровой, которая предложила перейти в «СШОР 11».
Бронзовый призёр и лучший вратарь Первой лиги 2021 в составе «Крылья Советов». В составе молодёжной команды «Крылья Советов» стала бронзовым призёром молодёжного первенства в 2022 году, играя весь сезон в качестве основного вратаря.
В Суперлиге дебютировала 18 марта 2023 года в матче против «Зенита», пропустив 4 мяча. Всего за основную команду в сезоне 2023 провела 5 матчей, в двух из них выходила в качестве полевого игрока, в единственном матче за молодёжную команду в сезоне 2023 16 сентября против «УОР №5 – Мастер-Сатурн» получила красную карточку за игру руками за пределами штрафной.